# トム・メシェリー
トム・メシェリー (Tom Meschery, 1938年10月26日 - ) はロシア系アメリカ人の元バスケットボール選手。満洲国のハルビン出身。NBAのフィラデルフィア/サンフランシスコ・ウォリアーズ、シアトル・スーパーソニックスで活躍し、背番号『14』はウォリアーズの永久欠番となっている。
ロシア名はTomislav Nikolayevich Meshcheryakov、ロシア語表記はТомислав Николаевич Мещеряков。

## 生い立ち
トム・メシェリーことトーマス・ニコラス・メシェリーの父はロシア軍人であり、二月革命時には中尉だった。母は貴族階級出身であり、彼女の父はケレンスキー暗殺も計画した反革命分子だった（トルストイの近親者でもあった）。2人は十一月革命から逃れるために亡命し、亡命先の満洲で出会い結婚。ハルビンでメシェリーが生まれた。世界に第二次世界大戦の影が忍び寄る中、まず父が渡米。しかし母とメシェリーは父の後を追うことができず、大戦が勃発。母とメシェリーは東京の強制収容所に収容されることになった。まだ幼かったメシェリーの最初の記憶は収容所の中であり、米軍による毎夜の空襲の恐怖だった。収容所内での生活は食糧不足に悩まされることもあったが、女性や子供ばかりを集めた収容所だったため、日本軍による虐待などはなかったという。終戦後、ようやく父の待つアメリカ、カリフォルニアへと移住。ジョセフ・マッカーシー主導による赤狩りが始まっていたため、この頃『トーマス・メシェリー』と改名した。
少年時代はテニスに熱中していたメシェリーだが、次第に背が伸び始め、8年生の頃からバスケットを始めるようになった。高校はローウェル高校に進学し、卒業する頃には多くの大学から勧誘されるほどの選手に成長。聖メアリー大学カリフォルニア校を経て、1961年のNBAドラフトでフィラデルフィア・ウォリアーズから全体7位指名を受けてNBA入りした。

## NBAキャリア
ウォリアーズ
ウォリアーズではウィルト・チェンバレンと共にプレイした。メシェリーがウォリアーズに入団した1961-62シーズンはチェンバレンが伝説的な1試合100得点、シーズン平均50.4得点25.7リバウンドを達成したシーズンである。チェンバレンに得点が集中し、さらにポール・アリジンやトム・ゴーラら優秀な選手が揃っていたが、メシェリーは1年目から12.1得点9.1リバウンドをあげる活躍を見せた。メシェリーはその荒々しいプレイスタイルから"Furious Russian"（猛烈なロシア人）という異名を与えられ、このシーズンに記録した通算330ファウルはリーグ1位となり、また毎晩のようにテクニカルファウルも貰っていた。
ウォリアーズがフィラデルフィアからサンフランシスコに移転した2年目の1962-63シーズンにはアライジンとゴーラがチームを去ったため、メシェリーはチームの第2オプションに昇格し、キャリアハイの16.0得点9.8リバウンドを記録。オールスターにも初出場している。翌1963-64シーズンには初めてNBAファイナルを経験するが、ウォリアーズにとっての仇敵ボストン・セルティックスに敗れている。
1964-65シーズンにはチェンバレンがチームを去り、ウォリアーズは1から出直すことになった。チームは新エースセンターのネイト・サーモンドを中心に再興され、1966-67シーズンにはプレーオフを勝ち進んでファイナルに進出するが、彼らの前にかつてのチームメイト、チェンバレン擁するフィラデルフィア・76ersが立ちはだかり、優勝の夢は果たせなかった。メシェリーはウォリアーズ再興のもう一人の立役者、リック・バリーに出場時間を奪われるようになり、2度目のファイナル進出を果たしたこのシーズンを最後に、シアトル・スーパーソニックスに移籍することになった。
スーパーソニックス
スーパーソニックスは1967年のエクスパンションによって誕生した新生チームであり、メシェリーはそのオリジナルメンバーとなった。ソニックスでの1年目ではキャリア初となる14.5得点10.2リバウンドの平均ダブルダブルを達成し、翌シーズンも平均ダブルダブルを達成していたが、30歳を境に少しずつ衰え始め、初めて平均二桁得点を割った1970-71シーズンを最後に現役から引退した。
NBA通算成績は10シーズン778試合の出場で、9,904得点6,698リバウンド、平均12.7得点8.6リバウンドだった。

## 引退後・作家活動
引退した翌シーズンからABA、カロライナ・クーガーズのヘッドコーチに就任し、1シーズンだけ指揮した。成績は84試合35勝49敗、勝率.417だった。
バスケットから離れて後はネバダ州リノの高校で英語を教えた。
聖メアリー大学時代、文学士の学位を取得していたメシェリーは1974年にアイオワ大学で修士号を取得。詩人でもあったメシェリーは自身も幾つかの詩集を出版している。バスケットに関係した詩も多く発表しており、現役時代、共に過ごしたチェンバレンにも詩を奉げている。
主な詩集
- Over the Rim　1970年
- Caught in the Pivot　1973年
- Nothing We Lose Can Be Replaced　1999年

主な業績
- NBAオールスターゲーム出場：1963年
- 聖メアリー大学殿堂
- ネバダ・ライターズ殿堂　（メシェリーの妻で小説家のジョアン・メシェリーも殿堂入りしている）
- ベイエリア・スポーツ殿堂
- 背番号『14』はゴールデンステート・ウォリアーズの永久欠番